# Revestimiento (fibra óptica)
Revestimiento o recubrimiento en fibra óptica, es una o más capas de materiales de bajo índice de refracción, en contacto directo con un material de núcleo con un índice de refracción más alto. El revestimiento causa que la luz quede encerrada en el núcleo de la fibra por la reflexión total interna en los límites entre los dos. En una fibra típica la propagación de la luz en el revestimiento se elimina. La mejora de la transmisión a través de fibras al aplicar revestimiento fue descubierta en 1953 por el científico holandés Bram van Heel. Algunas fibras admiten modos de revestimiento en los cuales la luz se propaga tanto en el revestimiento como en el núcleo. 

## Historia
El hecho de que la transmisión a través de fibras pueda mejorarse al aplicar un revestimiento fue descubierto en 1953 por el científico holandés Bram van Heel, quien lo usó para demostrar la transmisión de imágenes a través de un paquete de fibras ópticas. Los primeros materiales de revestimiento eran aceites, ceras y polímeros. Lawrence E. Curtiss en la Universidad de Míchigan desarrolló el primer revestimiento de vidrio en 1956 al insertar una vara de vidrio en un tubo de vidrio con menor índice de refracción, fusionando los dos y elaborando la estructura compuesta en una fibra óptica.

## Modos
Un modo de revestimiento es un modo que está atrapado en el revestimiento de una fibra óptica debido al hecho de que el revestimiento tiene un índice de refracción más alto que el medio que lo rodea, que es o aire o una cubierta del polímero primario. Estos modos generalmente son indeseables. Las fibras modernas tienen una cubierta de polímero primario con un índice de refracción que es ligeramente mayor que el del revestimiento para que la luz que se propaga en el revestimiento sea atenuada rápidamente y desaparezca después de solo unos centímetros de propagación. Una excepción a esto es la fibra de doble revestimiento, que está diseñado para permitir un modo en su revestimiento interior, así como uno en el núcleo. 

## Efecto en la apertura numérica
La apertura numérica de una fibra óptica multimodo es una función de los índices de refracción del revestimiento y el núcleo:
{\displaystyle \mathrm {AN} ={\sqrt {n_{\mathrm {nu} }^{2}-n_{\mathrm {re} }^{2}}}}
La mayoría de las fibras de vidrio tienen un revestimiento que incrementa el diámetro exterior total a 125 micrómetros.